# Лучизм
Лучизм (районизм, от фр. rayon — «луч») — оригинальная художественная теория и течение в живописи русского авангарда 1910-х годов, одно из ранних направлений абстракционизма.
Основателем и теоретиком течения был художник Михаил Ларионов. Провозглашённые им идеи основаны на зрительном эффекте смещения световых спектров и светопередачи (различных световых лучей хроматического спектра), с помощью которых можно создавать особое живописное пространство из «пересечения отраженных лучей различных предметов». Согласно теории лучизма, в действительности человек воспринимает не сам предмет, а «сумму лучей, идущих от источника света, отраженных от предмета и попавших в поле нашего зрения». Лучи на полотне передаются с помощью цветных линий.
В лучизме работали Михаил Лё-Дантю и другие художники группы «Ослиный хвост». Особое развитие лучизм получил в творчестве С. М. Романовича, который сделал колористические идеи лучизма основой «пространственности» красочного слоя фигуративной картины.

## История
Выставка Уильяма Тёрнера, которую Ларионов увидел в Лондоне в 1906, приводит его к размышлениям о цвете в живописи, и художник начинает воспринимать форму как отражение световых лучей. Это послужило толчком к созданию нового направления, которое впоследствии получит название «лучизм».
В 1909 в Московском Обществе свободной эстетики Ларионов показал свою первую картину в новом стиле — «Стекло» (Нью-Йорк, музей Соломона Гуггенхайма); картина была выставлена только один день и в следующий раз показана только спустя три года на выставке «Ослиного хвоста» вместе с другими лучистскими работами. В 1910 к нему присоединились Наталья Гончарова и братья Давид и Владимир Бурлюки. Они образовали группу «Бубновый валет», в выставках которой принимали участие Глез, Лефоконье, Кандинский.
В 1911 году Ларионов покидает «Бубновый валет» и готовит «Манифест лучизма», который подписали 11 художников. Опубликованный лишь в 1913, этот манифест раскрывает принципы Ларионова: цель живописи — передать четвёртое измерение, следовательно, картина должна сама находиться вне времени и пространства, для чего она должна состоять из световых лучей, не только потому, что цвет является движущим «законом», но и потому что его тональность и сила придают новым формам смысл. И хотя публикация манифеста сильно запоздала (и совпала по времени с «Чёрным квадратом» Малевича), использование «лучей» чистого цвета остаётся одним из самых ранних примеров нефигуративной живописи.
В 1913 году в Москве проходит выставка авангардистов «Мишень», где представлены работы Ларионова и Гончаровой, выполненные в новом стиле.
В 1914 году Ларионов устраивает в Париже выставку, предисловие к каталогу которой написал Аполлинер. После этого Ларионов вместе со своей женой создаёт эскизы и декорации для группы русского балета Дягилева и почти перестаёт заниматься живописью. Только Гончарова, уже в пожилом возрасте, после 1956 года, снова возвращается к живописи. Я. Тугендхольд написал по поводу её ретроспективной выставки ещё в 1913 году в Москве, что "еженедельно отзываясь на все модные веяния нашего времени, переходя от одного «лучизма» к другому… изображая одного и того же павлина в десяти стилях, она не нашла времени, чтобы углубить свой талант, сосредоточить свои силы, что всякую моду можно найти у неё, но только не "саму Наталию Гончарову, её художественное «я».
Лучизм Ларионова нашумел в своё время как одно из многих сенсационных явлений, модных тогда в искусстве. То были годы, когда в России, и особенно в Москве, по словам С. Дягилева, «двадцать школ рождались в месяц: футуризм, кубизм — это уже античность, предыстория… Выставки организуются во дворцах и в мансардах…». Постоянных последователей у лучизма не нашлось, но он оказал немалое влияние на другие течения русского авангарда, в частности, на супрематизм и конструктивизм.

## Художественные принципы
Смыслом живописи основатель лучизма Михаил Ларионов объявил не изображение предметов, а иллюстрирование отражённых от них цветовых лучей, что, по мнению автора, в большей мере близко к тому, как предметы видятся глазу. То есть, согласно теории, иллюстрация приближается к «символической плоскости» картины. Лучизм стирает границы, существующие между натурой и картинной плоскостью.
Лучизм причисляют к одной из ранних разновидностей абстрактной живописи, но он имеет и другие, более широкие аспекты, такие как отделение предмета от его оптического восприятия. Вот почему художник должен изображать не предмет, а только лучи, падающие на него. Но так как на наши глаза действуют лучи, падающие не только на данный предмет, но и на ближайшие предметы, то поэтому художник должен «умственно» постигнуть, вообразить и соответственно изобразить, так сказать, лучистый вид предмета. «Это почти то же самое, — говорит Ларионов, — что мираж, возникающий в раскаленном воздухе пустыни, рисующий в небе отдаленные города, озера, оазисы — лучизм стирает те границы, которые существуют между картинной плоскостью и натурой». В «лучистой» картине предметы реального мира не имеют никакого значения, кроме, в терминологии Ларионова, «реалистического лучизма», где предмет служит точкой отправления. Луч условно изображают цветной линией, и таким образом, утверждает Ларионов, лучше всего может быть выявлено существо самой живописи — «комбинация цвета, его насыщенности, отношение цветовых масс, углубленность, фактура на всем этом…».
На практике «лучистские» произведения представляли собой изображения с резкими контурами, обилием острых углов и пучков косых линий. Сам Ларионов выделял в рамках течения разные направления, от «реалистического лучизма», при котором изображаемый объект легко узнаваем, до так называемого «пневмолучизма», когда отражающиеся от предмета лучи полностью заслоняют его.